# Rüstungsurlauber
Als Rüstungsurlauber bezeichnete man in der Zeit des Nationalsozialismus einen deutschen Wehrmachtssoldaten, der von seinem Einsatz im Zweiten Weltkrieg „beurlaubt“ wurde, um in der Rüstungsindustrie zu arbeiten.
Bereits die Einberufungen der Wehrmacht zu Beginn des Zweiten Weltkrieges im September 1939 hatten zu Engpässen an Arbeitskräften in Industrie und Landwirtschaft geführt. Aufgrund der Massenmobilisierung der meisten arbeitsfähigen Männer kam es in der deutschen Wirtschaft, insbesondere in der Rüstungsindustrie, zu einem eklatanten Arbeitskräftemangel; es fehlte zunehmend vor allem an Fachkräften wie z. B. Metallarbeitern. Da dies die Rüstungsproduktion in Frage stellte und die entstandenen Lücken nicht ohne Weiteres anderweitig geschlossen werden konnten, vereinbarte das Wehrwirtschafts- und Rüstungsamt im September 1940 mit dem Allgemeinen Heeresamt, dass Soldaten und Unteroffiziere der Wehrmacht über den Winter 1940/41 „Arbeitsurlaub“ erhalten könnten. In den militärisch relativ ruhigen Phasen 1939/40 nach dem Überfall auf Polen und dem Westfeldzug wurden einzelne Soldaten von der Wehrmacht beurlaubt, um an ihre Arbeitsplätze in kriegswichtigen Betrieben zurückzukehren und dort die Nahrungsmittel- und Rüstungsproduktion aufrechtzuerhalten.
Freistellungen aus dem aktiven Dienst an der Front zur Arbeit in der Rüstungsindustrie hatte es schon Anfang 1940 gegeben. Gemäß Führerbefehl vom 28. September 1940 wurde die so genannte „Arbeitserlaubnisaktion Rü 40“ für das Rüstungsprogramm B in Gang gesetzt, bei der aktive Wehrmachtsangehörigen befristet zur Arbeit in der Rüstungsindustrie vom Militärdienst freigestellt wurden. Dieser „Arbeitsurlaub“ sollte 300.000 Mann betreffen, besonders Facharbeiter, und war bis zum 31. März 1941 befristet. Bis Ende November 1940 waren erst 98.000 solche Arbeitskräfte in den Betrieben eingetroffen, aber in den folgenden Monaten scheint ihre Zahl gestiegen zu sein. Je näher die geplante Offensive gegen die UdSSR im Juni 1941 rückte, desto nachdrücklicher bestand die Wehrmacht auf Rückberufung dieser Arbeiter aus der Industrie – allerdings nicht in jedem Fall erfolgreich.
Rüstungsurlauber blieben auch während ihres Rüstungsurlaubs Soldaten und waren ihrem Ersatztruppenteil in disziplinärer und gerichtlicher Beziehung unterstellt. Sie erhielten einen besonderen, blauen Urlaubsschein mit der Kennung „Rü 40“. Die Beurlaubten wurden arbeits-, fürsorge- und versorgungsrechtlich – je nachdem – als Arbeiter, Angestellte, Betriebsführer im eigenen Betrieb oder selbstständig im freien Beruf behandelt. Ihre Bezahlung, soweit sie nicht eine selbstständige Tätigkeit ausübten, regelte sich nach der für den betreffenden Betrieb geltenden Tarifordnung oder sonstigen Regelung. Eine UK-Stellung (Unabkömmlichkeitsstellung) war mit dem Rüstungsurlaub nicht verbunden; die Wehrpflichtigen blieben Soldaten und konnten bei Bedarf jederzeit in den Kriegsdienst zurückbeordert werden. 
Zunächst war der Rüstungsurlaub unter Wehrmachtssoldaten nicht sonderlich beliebt. Manche sträubten sich dagegen, als Rüstungsurlauber eingesetzt zu werden, weil sie bei der Truppe finanziell bedeutend besser gestellt waren und überdies oft mit vollen Taschen aus den besetzten Gebieten wiederkehrten. Widerstand gegen den Rüstungsurlaub war aber nur bis zum deutschen Russlandfeldzug zu registrieren; in dem Maße, in dem sich die militärische Lage an der deutschen Ostfront verschlechterte, begannen viele deutsche Soldaten, den Rüstungsurlaub als das kleinere Übel gegenüber dem Frontdienst anzusehen.